# Henri-Pierre Roché

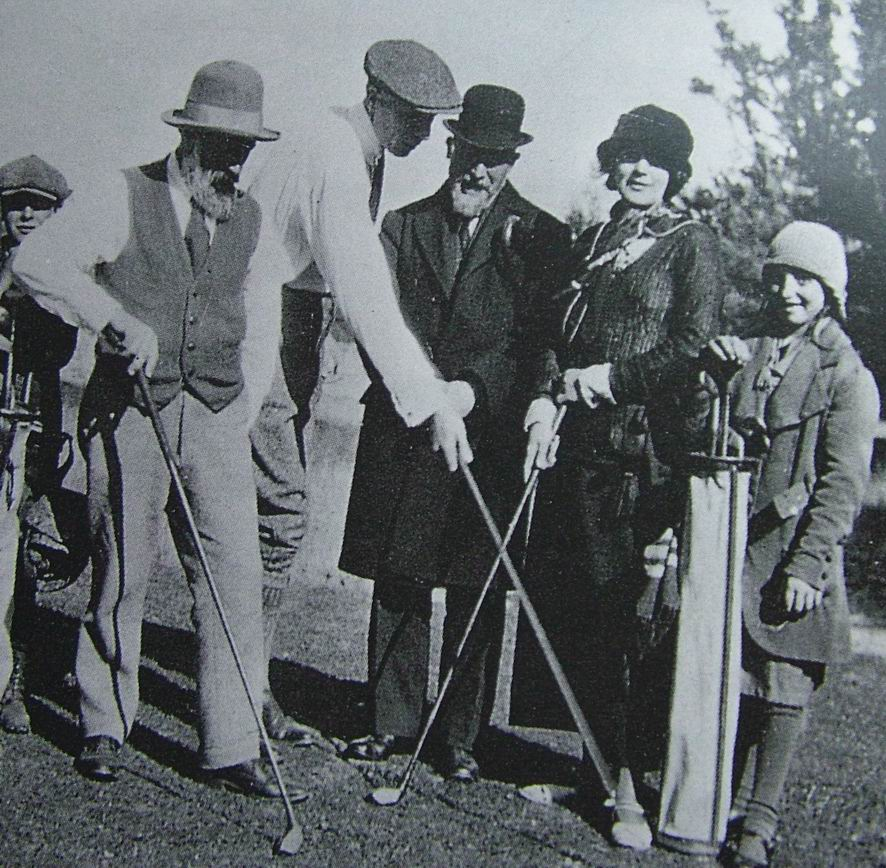
Constantin Brâncuși, Henri-Pierre Roché, Erik Satie en de Amerikaanse dichteres Jeanne Robert Foster tijdens het golfen op uitnodiging van John Quinn (1923)

Henri-Pierre Roché (Parijs, 28 mei 1879 - Sèvres, 9 april 1959) was een Franse auteur die sterk betrokken was bij de artistieke avant-garde in Parijs en de Dada-beweging.
Op gevorderde leeftijd publiceerde Roché twee romans: zijn eerste was Jules et Jim (1953), een semi-autobiografisch werk dat op 74-jarige leeftijd werd gepubliceerd. Zijn tweede roman, Les deux anglaises et le continent (1956), is eveneens geïnspireerd op zijn leven. Beide werden door de regisseur François Truffaut als films bewerkt, respectievelijk in 1962 (Jules et Jim) en 1971 (Les Deux Anglaises et le Continent). De populariteit van met name de eerste film bracht de romans en het leven van Roché opnieuw onder de aandacht.

## Levensloop
Roché werd in 1879 in Parijs geboren. In 1898 ging hij kunst studeren aan de Académie Julian.
Roché werd een gerespecteerd journalist en een kunstverzamelaar en -handelaar. Rond de eeuwwisseling van de 20e eeuw raakte hij nauw bevriend met een aantal jonge Europese kunstenaars uit de Parijse wijk Montparnasse, onder wie Manuel Ortiz de Zárate, Marie Vassilieff, Max Jacob en Pablo Picasso. Hij was thuis in de wereld van kunstenaars, verzamelaars en galeriehouders. In november 1905 stelde hij de Amerikanen Leo Stein en diens zus Gertrude Stein voor aan Picasso.
Leo Stein beschreef Roché als "een lange man met een onderzoekend oog onder een nieuwsgierig voorhoofd, wilde over alles meer weten". Hij was een geboren verbindingsofficier, die iedereen kende en wilde dat iedereen ieder ander kende". Gertrude Stein beschreef Roché in hoofdstuk 3 van haar autobiografie van Alice B. Toklas in vrijwel dezelfde bewoordingen. Ze waardeerde vooral dat hij haar boek Three Lives had gelezen en dat hij haar waarde als schrijfster al vroeg erkende.
Roché was ook bevriend met Francis Picabia, Constantin Brâncuși en Marcel Duchamp. Na zijn ontslag uit het Franse leger reisden Roché en Duchamp in 1916 naar New York. Daar richtten ze samen met Beatrice Wood het tijdschrift The Blind Man op, een van de eerste uitingen in de Verenigde Staten van het dadaïsme.
Roché werd in 1917 hoofdadviseur van de beroemde Amerikaanse verzamelaar John Quinn en deed tussen 1917 en 1924 vele opmerkelijke aankopen voor hem.
Roché stond bekend als rokkenjager. Hij had onder andere een relatie met Marie Laurencin. Hij trouwde twee keer, eerst met Germaine Bonnard (1927-1948; gescheiden 1933), daarna met Denise Renard (1948-1959). Hij had geen kinderen met Bonnard. Zijn enige kind, een zoon met Renard, Jean-Claude Roché, werd geboren in 1931.
In zijn latere jaren schreef en publiceerde hij twee succesvolle romans. Zijn eerste roman, Jules et Jim (1952), werd gepubliceerd toen hij 74 jaar oud was. Zijn tweede roman, eveneens geïnspireerd door zijn leven, was Les deux anglaises et le continent (1956). Beide romans, hoewel geschreven door een man die vrij vergevorderd was in leeftijd, geven uitdrukking aan een vitaliteit en frisheid die niet vaak te zien is in de Franse romantische verhalen van die tijd. Nadat Jules et Jim door François Truffaut was verfilmd als de film Jules et Jim uit 1962, trokken beide romans van Roché veel belangstelling en verkochten goed.
Eind twintigste eeuw brachten biografieën van Beatrice Wood Rochés eerste roman in verband met de driehoeksverhouding tussen Duchamp, Wood en Roché. Andere bronnen zeggen dat hij in zijn onvoltooide roman, Victor, naar deze driehoek verwees.
Beatrice Wood besprak dit onderwerp in haar autobiografie I Shock Myself uit 1985: "Roché woonde in Parijs met zijn vrouw Denise, en had inmiddels Jules et Jim geschreven... Omdat het verhaal gaat over twee jonge mannen die goede vrienden zijn en een vrouw die van hen beiden houdt, heeft men zich afgevraagd hoeveel gebaseerd was op Roché, Marcel en mij. Ik weet niet welke herinneringen of episodes Roché hebben geïnspireerd, maar de personages lijken alleen maar in de verte op die van ons in het echte leven!" Jules et Jim wordt ook wel beschouwd als geïnspireerd op een driehoeksverhouding tussen Roché, de Duitse schrijver Franz Hessel (die Marcel Proust in het Duits vertaalde, net zoals het personage Jules deed) en Helen Grund, die met Hessel zou trouwen.
De Franse directeur François Truffaut stuitte op Jules et Jim bij een handel in tweedehandsboeken. Hij zocht Roché op en raakte met hem bevriend toen de schrijver in zijn laatste jaren was. Roché stierf in 1959 in Sèvres.
- Biblioteca Nacional de España: XX1617819
- Bibliothèque nationale de France: cb119222965 (data)
- Gemeinsame Normdatei: 118890166
- International Standard Name Identifier: 0000 0001 1022 6845
- Library of Congress Control Number: n82117695
- MusicBrainz: 4ce51143-b813-4255-a9ad-704aa27bfa7c
- Bibliotheek van het Japanse parlement: 00454439
- Nationale Bibliotheek van Tsjechië: mzk2004237702
- Nationale Bibliotheek van Israël: 987007575216005171
- Nederlandse Thesaurus van Auteursnamen: 069919720
- Istituto Centrale per il Catalogo Unico: CFIV059388
- SNAC: w6nc64f8
- Système universitaire de documentation: 030117801
- Trove: 1109623
- Virtual International Authority File: 24183730
- WorldCat: E39PBJyrWCm87P9D99JcQbFtKd